# Fès-Meknès
Die Region Fès-Meknès (arabisch فاس - مكناس, marokkanisches Tamazight ⴼⴰⵙ-ⵎⴽⵏⴰⵙ Fas‑Meknas) ist eine der – nach einer Verwaltungsreform im Jahr 2015 neu entstandenen – zwölf Regionen Marokkos und erstreckt sich im Norden des Königreichs. Der Name der Region leitet sich von den beiden traditionsreichen Großstädten Fès und Meknès ab. Die Hauptstadt der Region ist Fès.

## Bevölkerung
In der gesamten Region Fès-Meknès leben etwa 4,235 Millionen Menschen arabischer und berberischer Abstammung auf einer Fläche von knapp 39.000 km². Etwa 1,672 Millionen Menschen leben in ländlichen Gebieten (communes rurales), rund 2,564 Millionen Personen leben in Städten (municipalités).

## Provinzen
Die Region besteht aus folgenden Präfekturen und Provinzen, deren Hauptstädte denselben Namen haben:
- Provinz Boulemane
- Provinz El Hajeb
- Präfektur Fès
- Provinz Ifrane
- Präfektur Meknès
- Provinz Moulay Yacoub
- Provinz Sefrou
- Provinz Taounate
- Provinz Taza